# Volker Spiegel
Volker Spiegel (* 1963) ist ein deutscher Volleyballtrainer.

## Werdegang
Spiegel war im Jahr 1990 Frauen-Nationaltrainer der Deutschen Demokratischen Republik (DDR). Im selben Jahr legte er an der Deutschen Hochschule für Körperkultur seine Diplomarbeit vor, in der er sich mit Trainingssteuerung im Volleyball befasste.
Er war Trainer der Frauen des SC Dynamo Berlin und nach der Wende in der DDR des Nachfolgevereins CJD Berlin. Seine neunjährige Amtszeit bei CJD endete 1999. 1993 und 1994 gewann CJD Berlin unter Spiegels Leitung die deutsche Meisterschaft sowie 1992, 1993, 1994, 1995 den deutschen Pokalwettbewerb und 1993 den Europapokal der Pokalsieger.
Spiegel wurde Geschäftsführer eines Unternehmens, das Anlagen zur Nachahmung von Training unter Höhenbedingungen entwickelte und vertrieb. Zu seiner Kundschaft zählten unter anderem der Fußball-Bundesligist Hertha BSC und Radsportler Jan Ullrich.